# Грейджои
Грейджои — один из великих домов Вестероса в цикле романов Джорджа Мартина «Песнь Льда и Огня» и сериалах «Игра престолов» и «Дом Дракона», верховные лорды Железных островов с резиденцией в замке Пайк. На гербе Грейджоев изображён золотой кракен, их девиз — «Мы не сеем».

## История династии
Грейджои происходят от легендарного Серого короля Века Героев. Они правили Пайком и были вассалами королей из династий Грейайронов и Хоаров. Лорд Викон поддержал Эйегона Завоевателя, и с этого момента Грейджои правили архипелагом как верховные лорды, отказавшись на время от пиратских набегов. Во время Пляски Драконов Дальтон Грейджой по прозвищу Красный Кракен формально поддержал Рейениру Таргариен, но использовал войну, только чтобы грабить Западные земли. При Эйерисе I всё западное побережье Вестероса страдало от набегов Дагона Грейджоя. Во время восстания Баратеонов, Старков и Арренов против Эйериса II лорд Пайка Квеллон Грейджой погиб в набеге на Простор. Сын Квеллона Бейлон поднял мятеж при короле Роберте Баратеоне, но был разбит, а единственный его сын, оставшийся в живых, Теон, стал заложником у Старков. 
Во время Войны Пяти Королей Робб Старк, провозгласивший себя Королём Севера, предложил Бейлону союз, но тот объявил себя королём Железных Островов и возобновил грабительские набеги. Теон завладел Винтерфеллом. Однако Бейлон вскоре погиб, а его сын стал пленником Рамси Сноу. Новым королём железнорождённых был избран на вече один из братьев Бейлона, Эурон Вороний Глаз. Другой брат, командовавший Железным Флотом Виктарион, отправился в Эссос, чтобы доставить Дейенерис Таргариен в качестве невесты для Эурона. 

## Оценки
Bloomberg, опубликовавший рейтинг домов Вестероса по финансовому признаку, поставил Грейджоев на одну из нижних позиций: этот дом заметно уступает, по мнению составителей рейтинга, Таргариенам, Ланнистерам, Арренам и Старкам.
Рецензенты констатируют, что девиз Грейджоев «ясно и открыто» отражает «идентичность пиратов».